# Vitas Gerulaitis
Vitas Gerulaitis (Brooklyn, Nueva York, 26 de julio de 1954 - Southampton, Nueva York, 17 de septiembre de 1994) fue un tenista lituano estadounidense, recordado por haber alcanzado la final en tres de los 4 torneos del Grand Slam, conquistando el título del Abierto de Australia en una de esas 3 finales. En 1979 perdió la final del US Open ante John McEnroe y en 1980 no pudo en la final de Roland Garros contra el sueco Björn Borg.
Posee en su haber 25 títulos individuales y 8 de dobles (entre estos el torneo de Wimbledon).

## Biografía
Nacido en Brooklyn en la ciudad de Nueva York, hijo de inmigrantes lituanos y pasó su infancia en Howard Beach, Queens.
Se le reconocía por su rapidísimo movimiento de manos en la red y su habilidad para cubrirla con increíble velocidad. Su aspecto, de pelo rubio y largo, fue un precursor de lo que poco después sería otro grande del tenis, Andre Agassi. Al contrario de sus contemporáneos, como el rumano Ilie Năstase, y sus compatriotas John McEnroe y Jimmy Connors, Vitas era conocido por su caballerosidad dentro y fuera de las canchas.
Logró su primer título en la ciudad de Viena en 1974. En 1975 logró 2 títulos en 7 finales disputadas; en cambio, en 1976 perdió las 3 finales que jugó.
1977 fue uno de sus mejores años. Conquistó 5 títulos en 9 finales disputadas. A fin de año consiguió su primer y único Grand Slam al derrotar al británico John Lloyd en la final del Abierto de Australia en 5 sets. Ese año se jugaron dos ediciones del Abierto de Australia, una en enero (ganada por Roscoe Tanner) y otra en diciembre.
Para 1978 ya estaba instalado en el lote de los jugadores de elite y alcanzó por primera vez la semifinal del US Open. En 1979 alcanzó la semifinal de Roland Garros en su primera participación en el torneo y la final del US Open en la que perdió ante el joven prodigio y gran amigo suyo John McEnroe en tres sets. En semifinales había levantado una desventaja de dos sets ante Roscoe Tanner quien venía de eliminar a Borg en cuartos. A fin de año, alcanzó la primera de sus dos finales del Masters en la que perdió ante el sueco Björn Borg. Ese año alcanzó su máxima posición en el escalafón mundial, al llegar a ser N.º3 del mundo.
En 1980 alcanzó por tercera vez la final de un Grand Slam, esta vez en el Roland Garros, donde perdió nuevamente con Borg. El sueco fue la mayor espina de Gerulaitis, quien perdió los 16 partidos oficiales disputados contra “El hombre de hielo”.
Gerulaitis es considerado uno de los talentos menos aprovechados de la historia del tenis. Es recordado como uno de los jugadores más agradables de mirar en una cancha. Algunos creen que su estrecha amistad con otros grandes de la época, como Borg y McEnroe, ahogaron el instinto necesario para que un jugador llegue a lo más alto.
Su última gran final la jugó en el Masters de 1981 donde volvió a perder, esta vez ante el checoslovaco Ivan Lendl. Ese mismo año llegó por última vez a la semifinal de un Grand Slam, en el US Open, donde perdió en 5 sets ante McEnroe. Ganó su último título en Treviso, Italia en 1984. El único grande a cuya final no pudo acceder fue Wimbledon, aunque lo ganó en 1975 en la modalidad de dobles junto al estadounidense Sandy Mayer. Alcanzó las semifinales del torneo en 1977 y 1978: la primera fue una batalla épica contra Borg, en la que este último triunfó 8-6 en el quinto set, en uno de los grandes partidos de Wimbledon de la Era Abierta.
En 1985, se unió a Bobby Riggs, de 67 años, para una nueva contienda contra las mujeres, después de la famosa "Batalla de los sexos" en la que Bobby perdió ante Billie Jean King en 1973. La dupla perdió ante una de las mejores parejas femeninas de la todos los tiempos, Martina Navrátilová y Pam Shriver.
Se retiró en 1986, con 25 títulos conquistados en individuales y 8 en dobles.
En 1994, con 40 años, murió trágicamente en un accidente doméstico: mientras visitaba a un amigo en Southampton, Long Island, una avería en el sistema de calefacción provocó la acumulación de monóxido de carbono tóxico en la sala de huéspedes donde estaba durmiendo, lo que causó su muerte. Está enterrado en Farmingdale, Long Island, Nueva York.

## Copa Davis
Gerulaitis hizo su debut en Copa Davis en 1976 ante Venezuela. Al final de su carrera su récord fue de 11 victorias y solo 3 derrotas, todas en individuales.
Formó parte de los equipos estadounidenses campeones de 1978 y 1979, y fue una pieza fundamental en la victoria de 1979. Participó en la final ante Italia, en la que derrotaron a Corrado Barazzutti y a Adriano Panatta. Su última participación fue en 1980 en una serie ante México.

## Otros aspectos
Creó la fundación Vitas Gerulaitis Youth Foundation en los años 70.
La compañía de salud PRO-Health y la Vitas Gerulaitis Youth Foundation entregan anualmente un galardón para jugadores juniors en memoria de Vitas.
Una academia de tenis en Delray Beach se llama Vitas Gerulaitis International Tennis Academy.
Era un apasionado del rock y un eximio guitarrista. Tuvo problemas por su adicción a la cocaína.
Después de su retirada se unió a John McEnroe y Mary Carillo, con quienes se entrenó en su juventud en la zona de Queens, New York, para ser comentaristas de televisión. Su hermana Ruta Gerulaitis también practicó tenis profesional.

## Torneos de Grand Slam

### Campeón Individuales (1)
| Año  | Torneo               | Oponente en la final | Resultado           |
| 1977 | Abierto de Australia | John Lloyd           | 6-3 7-6 5-7 3-6 6-2 |

### Finalista en Individuales (2)
| Año  | Torneo             | Oponente en la final | Resultado   |
| 1979 | Abierto de EE. UU. | John McEnroe         | 5-7 3-6 3-6 |
| 1980 | Roland Garros      | Björn Borg           | 4-6 1-6 2-6 |

### Campeón Dobles (1)
| Año  | Torneo    | Pareja      | Oponentes en la final        | Resultado   |
| 1975 | Wimbledon | Sandy Mayer | Colin Dowdeswell Allan Stone | 7-5 8-6 6-4 |

## Títulos (32)

### Individuales (24)
| Leyenda                |
| Grand Slam (1)         |
| Tennis Masters Cup (0) |
| ATP Tour (23)          |

| N.º | Fecha                   | Torneo                           | Superficie    | Oponente en la final             | Resultado           |
| --- | ----------------------- | -------------------------------- | ------------- | -------------------------------- | ------------------- |
| 1.  | 28 de octubre de 1974   | Viena, Austria                   | Dura          | Andrew Pattison (Estados Unidos) | 6-4 3-6 6-3 6-2     |
| 2.  | 17 de marzo de 1975     | Nueva York, Estados Unidos       | Dura          | Jimmy Connors (Estados Unidos)   | W/O                 |
| 3.  | 7 de abril de 1975      | Saint Louis, Estados Unidos      | Tierra batida | Roscoe Tanner (Estados Unidos)   | 2-6 6-2 6-3         |
| 4.  | 15 de febrero de 1977   | Ocean City, Estados Unidos       | Dura          | Robert Lutz (Estados Unidos)     | 3-6 6-1 6-2         |
| 5.  | 16 de mayo de 1977      | Roma, Italia                     | Tierra batida | Antonio Zugarelli (Italia)       | 6-2 7-6 3-6 7-6     |
| 6.  | 10 de octubre de 1977   | Brisbane, Australia              | Hierba        | Tony Roche (Australia)           | 6-7 6-1 6-1 7-5     |
| 7.  | 24 de octubre de 1977   | Perth, Australia                 | Dura          | Geoff Masters (Estados Unidos)   | 6-3 6-4 6-2         |
| 8.  | 19 de diciembre de 1977 | Abierto de Australia, Melbourne  | Hierba        | John Lloyd (Gran Bretaña)        | 6-3 7-6 5-7 3-6 6-2 |
| 9.  | 30 de enero de 1978     | Richmond WCT, Estados Unidos     | Dura          | John Newcombe (Australia)        | 6-3 6-4             |
| 10. | 9 de mayo de 1978       | Dallas WCT, Estados Unidos       | Dura          | Eddie Dibbs (Estados Unidos)     | 6-3 6-2 6-1         |
| 11. | 1978                    | Forest Hills WCT, Estados Unidos | Tierra batida | Ilie Năstase (Rumania)           | 6–2 6–0             |
| 12. | 21 de mayo de 1979      | Roma, Italia                     | Tierra batida | Guillermo Vilas (Argentina)      | 6-7 7-6 6-7 6-4 6-2 |
| 13. | 23 de julio de 1979     | Kitzbühel, Austria               | Tierra batida | Pavel Slozil (Checoslovaquia)    | 6-2 6-2 6-4         |
| 14. | 15 de octubre de 1979   | Sydney Indoor, Australia         | Dura          | Guillermo Vilas (Argentina)      | 4-6 6-3 6-1 7-6     |
| 15. | 5 de mayo de 1980       | Forest Hills WCT, Estados Unidos | Tierra batida | John McEnroe (Estados Unidos)    | 2-6 6-2 6-0         |
| 16. | 14 de julio de 1980     | Stuttgart Outdoor, Alemania      | Tierra batida | Wojtek Fibak (Polonia)           | 6-2 7-5 6-2         |
| 17. | 20 de octubre de 1980   | Melbourne Indoor, Australia      | Dura          | Peter McNamara, Australia        | 7-5 6-3             |
| 18. | 23 de noviembre de 1981 | Johannesburgo, Sudáfrica         | Dura          | Jeff Borowiak (Estados Unidos)   | 6-4 7-6 6-1         |
| 19. | 8 de marzo de 1982      | Bruselas, Bélgica                | Dura          | Mats Wilander (Suecia)           | 4-6 7-6 6-2         |
| 20. | 10 de mayo de 1982      | Florencia, Italia                | Tierra batida | Stefan Simonsson (Suecia)        | 4-6 6-3 6-1         |
| 21. | 9 de agosto de 1982     | Toronto, Canadá                  | Dura          | Ivan Lendl (Checoslovaquia)      | 4-6 6-1 6-3         |
| 22. | 4 de octubre de 1982    | Melbourne Indoor, Australia      | Dura          | Eliot Teltscher (Estados Unidos) | 2-6 6-2 6-2         |
| 23. | 22 de noviembre de 1982 | Johannesburgo, Sudáfrica         | Dura          | Guillermo Vilas (Argentina)      | 7-6 6-2 4-6 7-6     |
| 24. | 10 de octubre de 1983   | Basilea, Suiza                   | Dura          | Wojtek Fibak (Polonia)           | 4-6 6-1 7-5 5-5 ab  |
| 25. | 12 de noviembre de 1984 | Treviso, Italia                  | Tierra batida | Tarik Benhabiles (Francia)       | 6-1 6-1             |

### Finalista en individuales (29)
- 1974: Salt Lake City (pierde ante Jimmy Connors)
- 1975: Filadelfia WCT (pierde ante Marty Riessen)
- 1975: Roanoke (pierde ante Roger Taylor)
- 1975: Salisbury (pierde ante Jimmy Connors)
- 1975: Orlando WCT (pierde ante Rod Laver)
- 1975: Bermuda (pierde ante Jimmy Connors)
- 1976: Indianápolis WCT (pierde ante Arthur Ashe)
- 1976: Toronto Indoor WCT (pierde ante Björn Borg)
- 1976: Charlotte WCT (pierde ante Tony Roche)
- 1977: Richmond WCT (pierde ante Tom Okker)
- 1977: Monterrey WCT (pierde ante Wojtek Fibak)
- 1977: Londres WCT (pierde ante Eddie Dibbs)
- 1977: Houston WCT (pierde ante Adriano Panatta)
- 1978: Las Vegas (pierde ante Björn Borg)
- 1978: Milan WCT (pierde ante Björn Borg)
- 1979: Monte Carlo (pierde ante Björn Borg)
- 1979: US Open  (pierde ante John McEnroe)
- 1979: Nueva York Masters  (pierde ante Björn Borg)
- 1980: Pepsi Grand Slam (pierde ante Björn Borg)
- 1980: Roland Garros  (pierde ante Björn Borg)
- 1980: Sydney Indoor (pierde ante John McEnroe)
- 1981: Monterrey WCT (pierde ante Johan Kriek)
- 1981: Melbourne Indoor (pierde ante Peter McNamara)
- 1981: Nueva York Masters  (pierde ante Ivan Lendl)
- 1982: Génova WCT (pierde ante Ivan Lendl)
- 1982: Zúrich WCT (pierde ante Bill Scanlon)
- 1983: Forest Hills WCT (pierde ante John McEnroe)
- 1984: Toronto (pierde ante John McEnroe)
- 1984: Johannesburgo (pierde ante Eliot Teltscher)